# Jewgeni Safonow
Jewgeni Safonow (kasachisch Евгений Сафонов; * 8. Dezember 1985 in Schtschutschinsk) ist ein ehemaliger kasachischer Skilangläufer.

## Werdegang
Safonow trat international erstmals bei den Junioren-Skiweltmeisterschaften 2004 in Stryn in Erscheinung. Dort holte er die Goldmedaille mit der Staffel. Zudem errang er dort den 60. Platz im Sprint und den 27. Platz über 10 km Freistil. Seine besten Platzierungen im folgenden Jahr bei den Junioren-Skiweltmeisterschaften in Rovaniemi waren der 18. Platz im Sprint und der 11. Rang mit der Staffel. Bei seiner einzigen Olympiateilnahme im Februar 2006 in Turin errang er den 45. Platz im Sprint. In der Saison 2006/07 lief er in Kuusamo sein einziges Einzelrennen im Weltcup, welches er auf dem 43. Platz im Sprint beendete und belegte bei den U23-Weltmeisterschaften 2007 in Tarvisio den 64. Platz über 15 km Freistil und den 45. Rang im Sprint. Bei den U23-Weltmeisterschaften im folgenden Jahr in Mals kam er auf den 38. Platz im 30-km-Massenstartrennen und auf den 34. Rang im Sprint. Letztmals international startete er bei der Winter-Universiade 2009 in Yabuli. Dort lief er auf den 32. Platz im Skiathlon, auf den 21. Rang im 30-km-Massenstartrennen und auf den 11. Platz im Sprint.